# Guy Léonard
Guy Léonard, né à Sprimont le 8 novembre 1946 et mort le 31 août 2012, est un joueur de football belge actif principalement durant les années 1970 en tant que gardien de but. Il est le père de l'ancien international belge Philippe Léonard.

## Carrière
Guy Léonard s'affilie à l'âge de onze ans à Sprimont Sports, le club de sa ville natale. Il est vite repéré par des recruteurs du Standard de Liège, dont il rejoint l'école des jeunes. Lorsqu'il est intégré au noyau de l'équipe première, il n'est que troisième gardien, derrière les monuments que sont Jean Nicolay et Christian Piot. Il décide alors de partir en 1967 au R. CS verviétois, qui milite alors en Division 2. Après cinq saisons en tant que titulaire indiscutable, il est recruté durant l'été 1971 par le KV Malines, vice-champion de deuxième division et promu en Division 1.
Derrière les casernes, Guy Léonard est d'emblée titularisé entre les perches. Il conserve sa place durant quatre ans, permettant au club de se stabiliser dans le milieu de classement. Ses bonnes performances lui valent d'être appelé en équipe nationale belge à partir d'octobre 1974 pour des rencontres entrant dans le cadre des éliminatoires de l'Euro 1976 mais, barré par l'inamovible Christian Piot, il ne jouera pas la moindre minute avec les « Diables Rouges ». Malgré cela, le fait d'être repris en équipe nationale attire les regards sur lui et, durant l'été 1975, il est transféré par le RWDM, tout récent champion de Belgique, où il doit remplacer Francis Cuypers et concurrencer le titulaire indiscutable Nico de Bree.
Malheureusement pour lui, Guy Léonard ne parvient pas à déloger le gardien néerlandais du onze de base et, après avoir joué la première rencontre de la saison, il doit attendre une blessure de son concurrent à la fin du mois de septembre pour enchaîner plusieurs rencontres, jusqu'au retour de blessure de Nico de Bree à la mi-novembre, qui reprend sa place jusqu'en fin de saison. Il demande à quitter le club durant l'été 1976 mais aucun club ne peut déposer le prix demandé par la direction du RWDM et il doit donc rester au club, où il passe la saison sur le banc des réservistes, ne jouant que deux rencontres en fin de championnat. Lorsque Nico de Bree est échangé contre Jan Ruiter, le gardien d'Anderlecht à l'aube de la saison 1977-1978, Guy Léonard entame le championnat comme numéro un mais ne dispute finalement que quatre rencontres jusqu'au milieu du mois de septembre avant de céder sa place jusqu'au terme de la saison.
Durant l'été 1978, âgé de 32 ans, il est libéré de son contrat et retourne au R. CS verviétois, le club de ses débuts qui a entretemps chuté en première provinciale, soit le cinquième niveau hiérarchique de l'époque. Il aide le club à décrocher les lauriers un an plus tard, synonyme de retour en Promotion. Il joue encore trois ans à Verviers avant de prendre sa retraite sportive en 1982.
Guy Léonard tient ensuite un garage dans la région de Sprimont durant près de vingt ans . Il décède d'une crise cardiaque le 31 août 2012 à l'âge de 65 ans

## Statistiques
| Saison                | Club                  | Championnat           | Championnat | Championnat | Coupe(s) nationale(s) | Coupe(s) nationale(s) | Compétition(s) continentale(s) | Compétition(s) continentale(s) | Compétition(s) continentale(s) | Total | Total |
| Saison                | Club                  | Division              | M.          | B.          | M.                    | B.                    | Comp.                          | M.                             | B.                             | M.    | B.    |
| 1967-1968             | R. CS verviétois      | Division 1            | -           | 0           | -                     | 0                     | -                              | 0                              | 0                              | 0     | 0     |
| 1968-1969             | R. CS verviétois      | Division 2            | -           | 0           | -                     | 0                     | -                              | 0                              | 0                              | 0     | 0     |
| 1969-1970             | R. CS verviétois      | Division 2            | -           | 0           | -                     | 0                     | -                              | 0                              | 0                              | 0     | 0     |
| 1970-1971             | R. CS verviétois      | Division 2            | -           | 0           | -                     | 0                     | -                              | 0                              | 0                              | 0     | 0     |
| Sous-total            | Sous-total            | Sous-total            | -           | 0           | -                     | 0                     | -                              | 0                              | 0                              | 0     | 0     |
| 1971-1972             | KV Malines            | Division 1            | -           | -           | -                     | 0                     | -                              | 0                              | 0                              | 0     | 0     |
| 1972-1973             | KV Malines            | Division 1            | -           | 0           | -                     | 0                     | -                              | 0                              | 0                              | 0     | 0     |
| 1973-1974             | KV Malines            | Division 1            | -           | 0           | -                     | 0                     | -                              | 0                              | 0                              | 0     | 0     |
| 1974-1975             | KV Malines            | Division 1            | 37          | 0           | -                     | 0                     | -                              | 0                              | 0                              | 37    | 0     |
| Sous-total            | Sous-total            | Sous-total            | 37          | 0           | -                     | 0                     | -                              | 0                              | 0                              | 37    | 0     |
| 1975-1976             | RWD Molenbeek         | Division 1            | 7           | 0           | -                     | 0                     | C1                             | 3                              | 0                              | 10    | 0     |
| 1976-1977             | RWD Molenbeek         | Division 1            | 2           | 0           | -                     | 0                     | -                              | 0                              | 0                              | 2     | 0     |
| 1977-1978             | RWD Molenbeek         | Division 1            | 3           | 0           | -                     | 0                     | C3                             | 1                              | 0                              | 4     | 0     |
| Sous-total            | Sous-total            | Sous-total            | 12          | 0           | 3                     | 0                     | -                              | 4                              | 0                              | 19    | 0     |
| 1978-1979             | R. CS verviétois      | P1                    | -           | 0           | -                     | 0                     | -                              | 0                              | 0                              | 0     | 0     |
| 1979-1980             | R. CS verviétois      | Promotion             | -           | 0           | -                     | 0                     | -                              | 0                              | 0                              | 0     | 0     |
| 1980-1981             | R. CS verviétois      | Promotion             | -           | 0           | -                     | 0                     | -                              | 0                              | 0                              | 0     | 0     |
| 1981-1982             | R. CS verviétois      | Promotion             | -           | 0           | -                     | 0                     | -                              | 0                              | 0                              | 0     | 0     |
| Sous-total            | Sous-total            | Sous-total            | -           | 0           | -                     | 0                     | -                              | 0                              | 0                              | 0     | 0     |
| Total sur la carrière | Total sur la carrière | Total sur la carrière | 49          | 0           | 3                     | 0                     | -                              | 4                              | 0                              | 56    | 0     |

## Carrière internationale
Guy Léonard compte cinq convocations en équipe nationale belge mais il n'a jamais joué pour les « Diables Rouges ». Il est appelé une première fois le 12 octobre 1974 pour un match contre la France comptant pour les éliminatoires de l'Euro 1976. Il est appelé pour la dernière fois le 27 septembre 1975 contre l'Allemagne de l'Est, toujours dans le cadre des éliminataires.
Le tableau ci-dessous reprend toutes les sélections de Guy Léonard. Les matches non joués sont indiqués en italique. Le score de la Belgique est toujours indiqué en gras.
| Date       | Compétition                        | Adversaire         | Lieu      | Score | Remarque |
| ---------- | ---------------------------------- | ------------------ | --------- | ----- | -------- |
| 12/10/1974 | Éliminatoires Euro 1976 (Groupe 7) | France             | Bruxelles | 2-1   |          |
| 07/12/1974 | Éliminatoires Euro 1976 (Groupe 7) | Allemagne de l'Est | Leipzig   | 0-0   |          |
| 30/04/1975 | Match amical                       | Pays-Bas           | Anvers    | 1-0   |          |
| 06/09/1975 | Éliminatoires Euro 1976 (Groupe 7) | Islande            | Liège     | 1-0   |          |
| 27/09/1975 | Éliminatoires Euro 1976 (Groupe 7) | Allemagne de l'Est | Bruxelles | 1-2   |          |